# Микуличи (Смоленская область)
Микуличи — деревня в Шумячском районе Смоленской области России. Входит в состав Руссковского сельского поселения. Население — 23 жителя (2007 год).
Расположена в юго-западной части области в 11 км к западу от Шумячей, в 8 км севернее автодороги А101 Москва — Варшава («Старая Польская» или «Варшавка»), на берегу реки Остёр. В 10 км юго-восточнее деревни расположена железнодорожная станция Осва на линии Рославль — Кричев.

## История
Упоминается в 1752 году в составе имения Песчанка в Мстиславском воеводстве Великого княжества Литовского.
25 марта 1918 года согласно Третьему Уставу Микуличи были провозглашены частью Белорусской Народной Республики. 1 января 1919 года согласно постановлению I съезда Коммунистической партии Беларуси они вошла в состав Белорусской ССР, но 16 января Москва вместе с другими этнически белорусскими территориями приняла село в состав РСФСР.
В годы Великой Отечественной войны деревня была оккупирована гитлеровскими войсками в августе 1941 года, освобождена в сентябре 1943 года.